# Motivation (chanson de Sum 41)
Pour les articles homonymes, voir Motivation (homonymie).
Singles de Sum 41
In Too Deep
(2001) Handle This
(2002)
Motivation est le troisième single du groupe de rock canadien Sum 41 issu de leur second album All Killer, No Filler. Il est sorti le 4 mars 2002 au Canada et aux États-Unis et le 25 en Europe. Les paroles traitent de la démotivation, de la procrastination, de l'autosatisfaction et de la paresse. Le single marque cependant le coup d'arrêt des succès commerciaux des singles du groupe, n'atteignant que la 21e place au Canada et la 24 au Royaume-Uni. Le single a été également publié de façon limitée sous forme de coffret métallique nommé "tin can" et comportant les vidéos des deux singles précédents ainsi que des chansons en live.

## Clip vidéo
Le clip se déroule dans une chambre dans laquelle le groupe joue.

## Liste des titres
- CD

1. Motivation
2. All She's Got (Live)
3. Crazy Amanda Bunkface (Live)
4. What We're All About (Live)

- Cassette

1. In Too Deep (3:27)
2. Fat Lip (2:58)

- Special "Tin Can" edition

1. Motivation
2. Crazy Amanda Bunkface
3. Pain for Pleasure
4. Machine Gun (Live)
5. All She's Got (Live)
6. Crazy Amanda Bunkface (Live)
7. What We're All About (Live)
8. Fat Lip (Vidéo)
9. In Too Deep (Vidéo)'

## Utilisation de la chanson
- La chanson a été utilisée dans l'épisode "Hothead" de la série télévisée américaine Smallville.
- La chanson a été utilisée dans l'épisode "Hal Coaches" de la série télévisée américaine Malcolm.
- La chanson a été utilisée par l'équipe de hockey sur glace des Red Wings de Détroit pour sa musique d'ouverture de match en 2003.
- La chanson figure dans la playlist du jeu Guitar Hero: Warriors of Rock

## Charts
- : 21
- : 21
- : 24